# At-Takwir

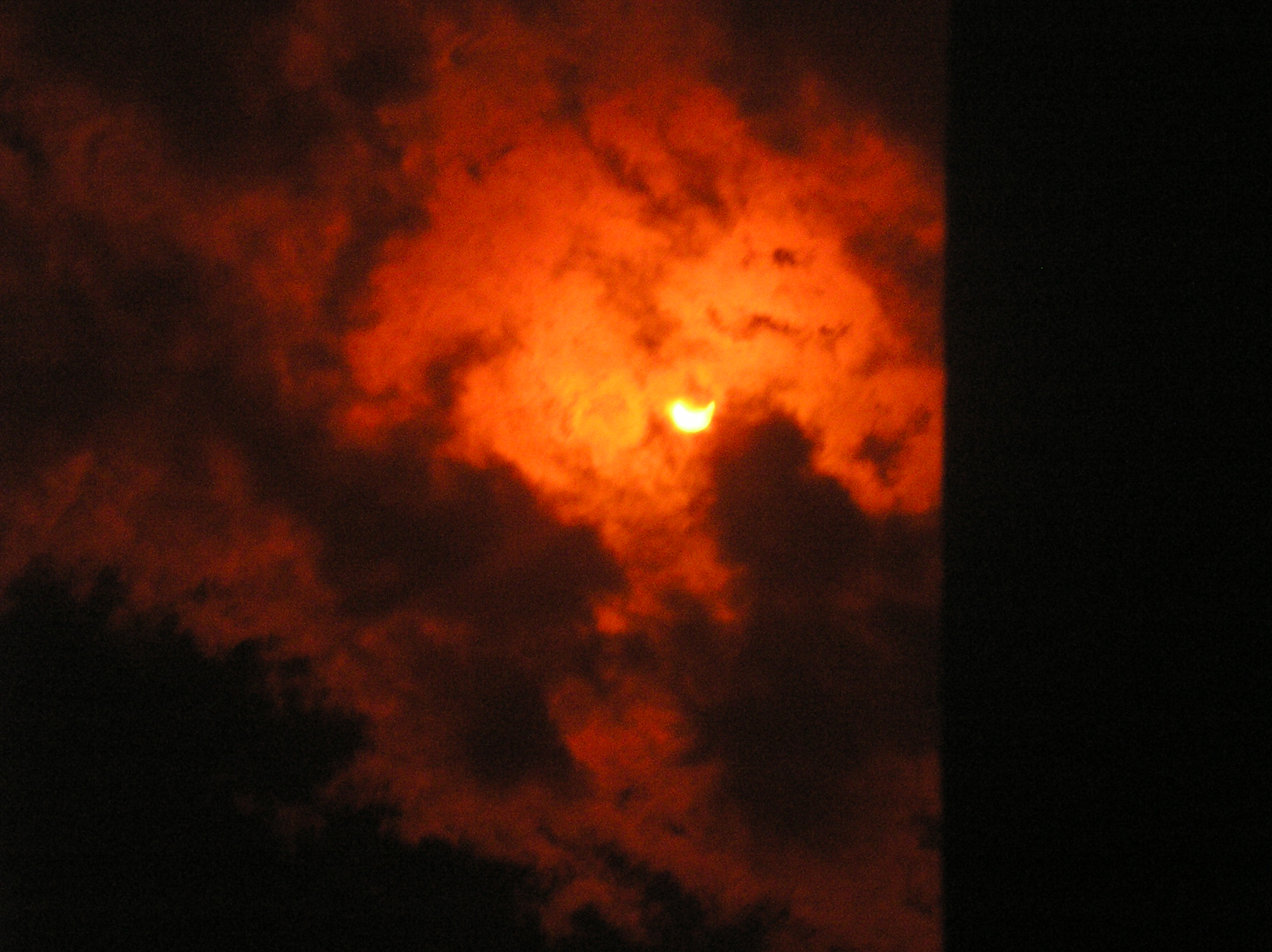
Solförmörkelse.

At-Takwīr (arabiska: سورة التكوير) ("När solen lindas in") är den åttioförsta suran i Koranen med 29 verser (ayah). Den skall ha uppenbarats för profeten Muhammed under dennes period i Mekka.
Förbudet mot selektiv abort beroende på barnets kön avslöjas i verserna 8-9 i denna sura:
| ” | [8] och den nyfödda, som begravdes levande, tillfrågas [9] för vilket brott hon miste livet. | „ |

Sura At-Takwir förklarar förberedelsen inför Yawm al Qiyamah (Domedagen).